# Stour (dopływ La Manche)
Stour (ang. River Stour) – rzeka w południowo-zachodniej Anglii, w hrabstwach Dorset i Wiltshire, wyznaczająca też krótki fragment granicy między tym ostatnim a Somerset. Długość rzeki wynosi 96 km, a powierzchnia jej dorzecza 1240 km².
Źródło rzeki znajduje się na terenie posiadłości Stourhead, na wysokości około 230 m n.p.m. W górnym biegu rzeka płynie w kierunku południowym, w środkowym i dolnym – na południowy wschód. Przepływa przez miasta Gillingham, Sturminster Newton, Blandford Forum, Wimborne Minster i Ferndown. W końcowym biegu od północy opływa Bournemouth, po czym na zachód od Christchurch, wspólnie z rzeką Avon, uchodzi do Christchuch Harbour, zatoki kanału La Manche.